# Volea-Branețka, Sambir
Volea-Branețka (în ucraineană Воля-Бранецька) este localitatea de reședință a comunei Volea-Branețka din raionul Sambir, regiunea Liov, Ucraina.

## Demografie
Componența lingvistică a localității Volea-Branețka
     Ucraineană (99,22%)
     Alte limbi (0,47%)
Conform recensământului din 2001, majoritatea populației localității Volea-Branețka era vorbitoare de ucraineană (99,22%), existând în minoritate și vorbitori de alte limbi.